# Parc national Alkhanaï
Le parc national Alkhanaï (russe : Национальный парк «Алханай») est un parc russe fondé en 1999. Il s'étend sur 1 382 km2 et couvre la région entourant le mont Alkhanaï, point central et montagne sacrée des Bouriates, qui sont aujourd'hui le groupe indigène le plus nombreux en Sibérie. Le Mont Alkhanaï a été adopté comme sacré par les Mongols, les chamanes et les Bouddhistes. Le Dalaï-lama a fait deux visites officieuses à Alkhanaï. Le domaine tire son nom d'une vieille légende, dans laquelle une princesse a pris refuge de ses poursuivants sur le sommet de la montagne, en criant d'un air de défi à ses poursuivants à mesure qu'ils approchaient, « tue-moi ! », ce qui se traduit par « Alkhanai » dans la langue locale. Malgré la signification ancienne du nom, aujourd'hui, l'intérêt des pèlerins Bouddhistes qui gravissent le sentier de montagne est principalement de trouver paix et apaisement. Le parc recherche l'équilibre entre la poursuite des pèlerinages sur la montagne, la conservation de la nature et des sources minérales et le développement du tourisme de loisir. Le parc d'Alkhanaï est situé en Sibérie Orientale, à environ 300 km à l'est du lac Baïkal, et à 75 km au nord de la Mongolie. Il fait partie de la région administrative du kraï de Transbaïkalie.

## Topographie
La région est une steppe forestière se trouvant sur des montagnes de moyenne altitude (de 1 000 m à 1 200 m). Le parc est situé dans la zone de transition entre la Taïga de Sibérie Orientale au nord, et la Steppe eurasiatique mongole au sud. Le Mont Alkhanaï (1 663 m) domine le versant sud de la montagne. Le parc est l'un des flux d'alimentation de la rivière Onon, qui est l'un des affluents les plus à l'ouest du Fleuve Amour, qui coule sur 1 000 km au nord-est du Pacifique.
Les paysages du parc comprennent des montagnes couvertes de forêts, des canyons escarpés avec des ruisseaux et des chutes d'eau, des sources, et des vues des vastes plaines vallonnées du sud. Les sommets des montagnes ont pour la plupart une forme de dôme avec des roches dénudées. Les reliefs rocheux témoignent de l'ancienne ceinture de volcans (dont le mont Alkhanaï lui-même), et une faille sous-jacente sur laquelle la zone était le centre dans la période Jurassique. Il y a quelques lacs, mais de nombreuses zones humides le long des cours d'eau.

## Climat et écorégion
La région a un climat subarctique (classification climatique de Köppen). L'Anticyclone de Sibérie rend les hivers secs et le couvert de neige très limité. Les étés sont courts et relativement frais. Les caractéristiques de l'habitat sont celles des prairies tempérées, des steppes herbeuses et arbustives. 
L'écorégion d'Alkhanaï est de type forêt de Steppe Daourienne. Cette région a été décrite comme une « mer d'herbe qui constitue le meilleur et le plus intact exemple de l'écosystème de la steppe, et également l'une des dernières zones de la région Paléarctique qui contient encore une population stable de troupeaux de grands vertébrés » dans une région semi-montagneuse.
Les 37 ruisseaux du parc forment la majeure partie du bassin de la rivière Ilya, un affluent de la Rivière Onon. Il y a une seule espèce endémique de poissons dans l'écorégion - le mâchoiron (Pseudobagrus herzensteini), une espèce ne vivant que dans les bassins des rivières Onon et Shilka. On sait qu'il existe 18 espèces de poissons dans les lacs du parc.

## Les sites de pèlerinage

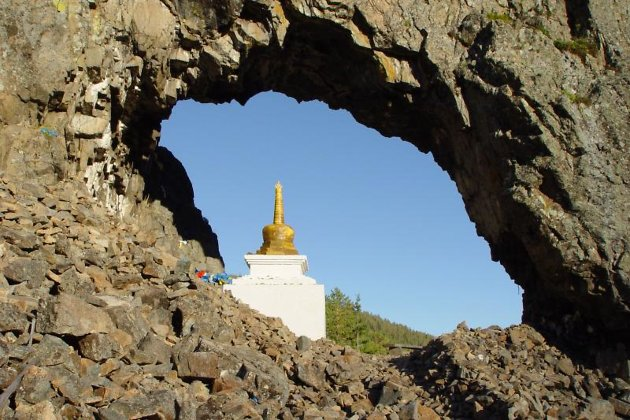
« La Porte du Temple », formation rocheuse sacrée.

Le mont Alkhanaï est l'un des « Cinq monts sacrés » du Bouddhisme du Nord. Une partie importante des visiteurs du parc sont des pèlerins, en particulier pour des repères précis : sources minérales, formes rocheuses, et sentiers rocheux de montagne. On y trouve « Demchog Sume », la maison de la divinité gardienne Alkhanov Demchog (yidam Chakrasamvara), la « Porte du Temple » - un rocher avec une ouverture au centre à travers lequel les pèlerins passent pour la guérison, et « Naro Hazhod », un lieu de méditation pour le clergé bouddhiste. Les sites Bouddhistes sur le mont Alkhanaï incluent des chemins d'accès et des plates-formes de rites effectués par les visiteurs ainsi que les grandes cérémonies qui ont eu lieu à différents moments de l'année par les chefs spirituels bouddhistes locaux.
Il y a 16 sites cultuels dans le parc, reflétant les différents groupes qui ont habité le secteur, même avant le Bouddhisme. Il s'agit d'anciens dessins rupestres, des tombes au sol carrelé datant du VIe siècle av. J.-C., divers sites associés à Buyrat et aux traditions chamaniques, deux stūpas Bouddhistes (dont un marquant le point d'atterrissage de l'hélicoptère du Dalaï-Lama lors d'une visite au parc en 1991), et le pèlerinage du « chemin vers le sommet du mont Alkhanaï ».

## Plantes
Il y a trois zones d'altitude des plantes dans Alkhanaï : la zone de forêt-steppe à la base de la montagne (900 m), une ceinture de forêts (cèdres et pins, avec parfois des épinettes et des sapins), et un niveau sub-alpin avec des mélèzes vers les sommets. Aux niveaux supérieurs, le mélèze Daourien n'atteint qu'une hauteur de 2 mètres, avec une couronne courbée par la vigueur des vents du nord-ouest. Le sous-bois de la forêt comprend l'aulne, le saule, le rhododendron, et la myrtille. Vers les frontières, le Lycopode en massue (Lycopodium clavatum) est assez commun. La végétation de la toundra est absente, et une végétation de steppe se trouve le plus souvent à la base du mont Alkhanaï et au sud.
La région offre une grande variété de plantes médicinales locales et populaires. Une étude réalisée en 1996 a identifié 340 espèces de plantes dans le parc, dont 180 sont connues pour être utilisées localement à des fins traditionnelles, comme la racine d'or, l'astragale, la Scutellaire du Baïkal, et beaucoup d'autres. Certains botanistes estiment qu'il y a près de 700 espèces de plantes dans le parc, mais la zone n'est pas encore complètement étudiée.

## Les animaux
Le parc fournit un excellent habitat pour les oiseaux, avec des tétraonidés dans les domaines arborés supérieurs, des perdrix dans la lisière de ces zones, des pics et des casse-noisettes au milieu des forêts, et des pinsons dans la steppe. L'abondance de petits rongeurs attire les oiseaux de proie, y compris pour nicher, notamment des aigles, des busards, des hiboux, et des vautours. Dans les zones humides, il existe de nombreux échassiers, comme la grue demoiselle, les canards et les oiseaux de rivage. Le parc offre également des zones protégées pour les lézards. Les plus grands mammifères sont l'ours noir, le cerf, le wapiti, le lynx et la martre. Le parc a signalé, à des altitudes plus élevées, la présence de muscardins.

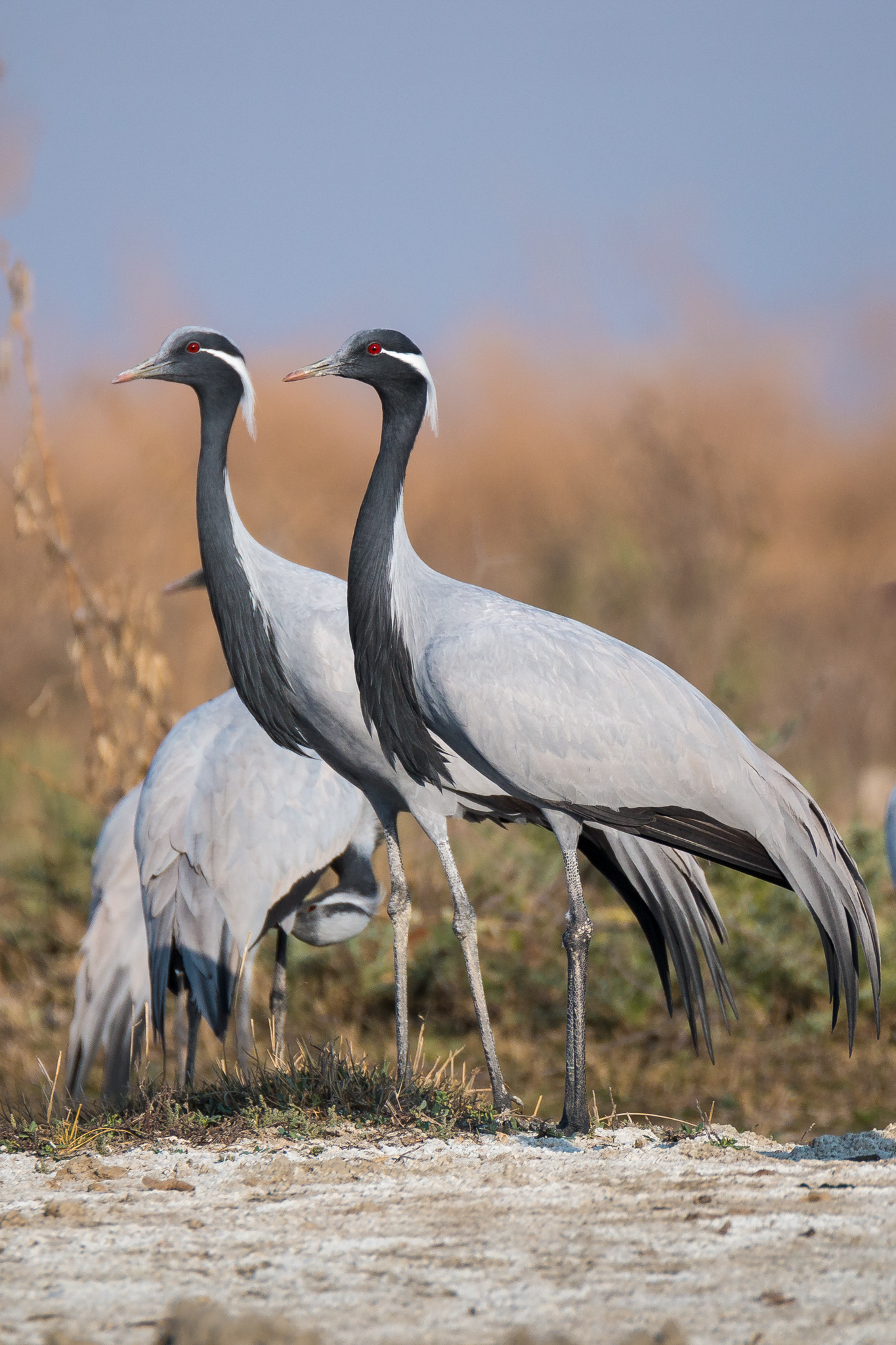
Grues demoiselle.
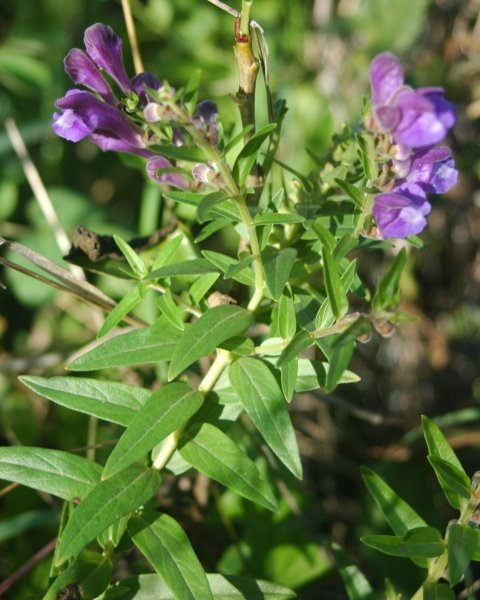
Scutellaire du Baïkal, une des « 50 herbes fondamentales » de l'herboristerie chinoise.
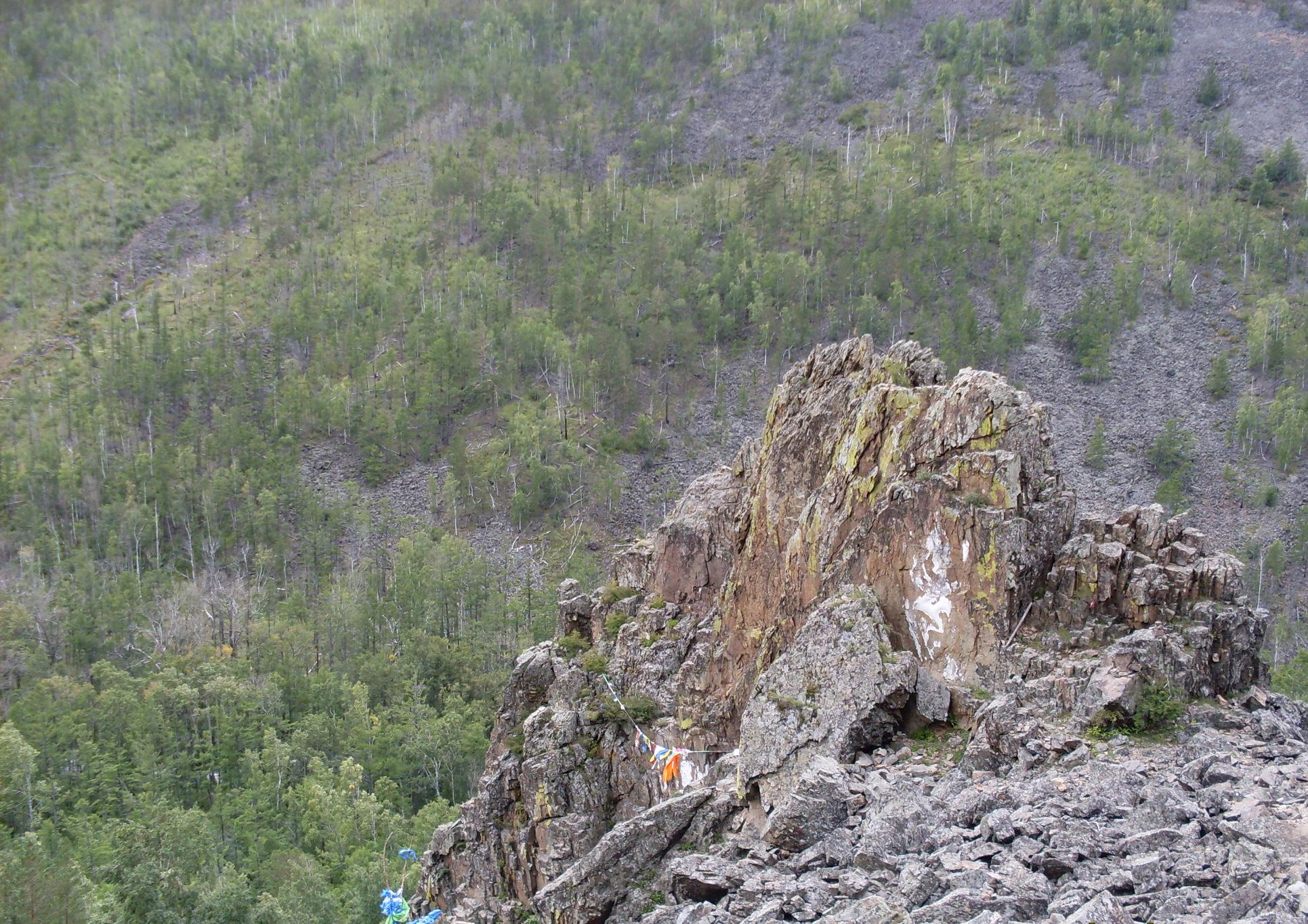
Formation rocheuse.

## Tourisme
Le parc peut être atteint à partir de Tchita, par l'Autoroute A167 de la ville de Duldirga (à 250 km). La ville de Tchita est sur le parcours du chemin de fer transsibérien, 6 200 km à l'est de Moscou, et 3 900 km à l'ouest de Vladivostok.
Comme avec la plupart des parcs nationaux en Russie, Alkhanaï est divisé en zones distinctes, avec des zones protégées pour la nature, des domaines de gestion limitée des ressources, et des aires de loisirs pour les touristes. Les zones de loisirs comportent des pistes bien développées pour tous les âges et capacités. Les hébergements sont disponibles en deux différentes auberges (gérés par le parc et le gouvernement local), et à l'extérieur on trouve des cabines de location, et des campings.